# Seiko Noda
Seiko Noda (Kitakyushu, 3 settembre 1960) è una politica giapponese, membro della Camera dei Rappresentanti dal 1993 nonché del Partito Liberal Democratico e in precedenza Ministro degli Affari Interni e delle Comunicazioni dal 2017 al 2018 e ministro responsabile delle misure contro il calo delle nascite dall'ottobre 2021 all'agosto 2022.
Si autodefinisce conservatrice ed è stata candidata alle elezioni per la leadership del Partito Liberal Democratico del 2021, tuttavia è stata eliminata al ballottaggio, piazzandosi quarta al primo turno. 

## Biografia
È nata a Kitakyushu, Fukuoka. Suo nonno, Uichi Noda (1903–1997), era un vice ministro del Ministero delle finanze e in seguito divenne un membro eletto della camera bassa servendo come segretario capo dell'Agenzia di pianificazione economica e ministro delle costruzioni. È nata Seiko Shima, ma prima di entrare in politica è stata ufficialmente adottata e ha preso il nome di suo nonno. 
Iscritta alla scuola secondaria Futaba Academy (雙葉学園) nel sobborgo di Tokyo di Denenchofu, si è poi trasferita negli Stati Uniti e ha frequentato la Jonesville High School di Jonesville, in Michigan per un anno. Nel 1983, si è laureata presso il dipartimento di lingue straniere dell'Università Sophia (上智大学 jōchi daigaku) con una specializzazione in studi culturali comparati e ha iniziato a lavorare presso l'Imperial Hotel.

## Carriera politica
Nel 1987, si è candidata per un seggio all'Assemblea della Prefettura di Gifu e ha vinto. Ha assistito con interesse alla battaglia in corso in quel momento per l'introduzione dell'imposta sulle vendite tra LDP e Partito socialista (il Partito socialista ha raddoppiato il numero dei seggi nelle elezioni del 1989). È rimasta colpita dall'improvvisa popolarità della voce femminile di Takako Doi del Partito socialista acquisendo consapevolezza di sé come politico e decidendo di affrontare temi nazionali.
Nelle elezioni generali della Camera bassa del 1990, non è stata in grado di ottenere l'approvazione del LDP e ha perso nell'ex distretto di Gifu. Nelle elezioni generali della Camera bassa del 1993, si candidò di nuovo con lo slogan "Una signora LDP alla camera bassa" e vinse (all'epoca non c'erano membri donne della camera bassa LDP). È stata rieletta per la quinta volta nelle elezioni anticipate del settembre 2005.
Dopo le elezioni del 1993, il gabinetto Hosokawa ha assunto la guida e l'LDP era scivolato in minoranza, quindi ha iniziato la sua carriera alla Camera bassa come membro del partito di opposizione. Nel secondo Gabinetto Hashimoto è stata nominata Vice Ministro delle Poste (7 novembre 1996). Nel Gabinetto Obuchi formatosi il 30 luglio 1998, è stata scelta come Ministro delle Poste e Telecomunicazioni, diventando a 37 anni il più giovane ministro di gabinetto del dopoguerra di sempre (un titolo precedentemente detenuto da Kakuei Tanaka selezionato all'età di 39 anni). Dopo essere diventata ministro, il primo ministro Obuchi l'ha definita "la futura candidata a primo ministro donna". Ha anche attirato l'attenzione dei segretari generali dell'LDP Hiromu Nonaka e Makoto Koga. Nel 1999, è diventata vicepresidente del comitato per le contromisure dietetiche LDP e direttrice del programma del comitato direttivo della Camera. Poiché era la prima donna ad occupare quel posto, è diventata famosa. Nel 2000 è stata vicepresidente del Consiglio di ricerca politica LDP e primo vicesegretario generale.
Nel 2001, ha sposato Yōsuke Tsuruho (鶴保庸介 nato nel 1967) del Partito Conservatore, e invece di un ricevimento ha tenuto un "Incontro di Capodanno" nel gennaio 2002 all'Imperial Hotel (il loro matrimonio di diritto comune si è sciolto nel 2007). In un punto di svolta della sua carriera decennale come membro della Dieta, ha lasciato la fazione Kōmura nel dicembre 2003. Si pensa che questo sia stato per liberarsi dalle restrizioni della fazione e ampliare la sua potenziale base di supporto.